# Kelurahan Cipete Utara
Kelurahan Cipete Utara är en administrativ by i Indonesien.   Den ligger i provinsen Jakarta, i den västra delen av landet. Huvudstaden Jakarta ligger i Kelurahan Cipete Utara.